# HD 225200
HD 225200 är en vit stjärna i huvudserien i Bildhuggarens stjärnbild.
Stjärnan har visuell magnitud +6,39 och befinner sig därför på gränsen för vad som går att se synlig för blotta ögat vid god seeing.